# 彭泽什杰尔
彭泽什杰尔（匈牙利語：Pénzesgyőr，匈牙利語發音：[ˈpeːnzɛʒɟøːr]）是匈牙利维斯普雷姆州所辖的一个村，总面积17.65平方公里，总人口342，人口密度19.4人/平方公里（2010年1月1日）。